# Josef Fehlig
Josef Fehlig (* 31. Oktober 1908; † 8. September 1980 in Hildesheim) war ein deutscher Architekt mit dem Schwerpunkt Kirchenbau.

## Berufsleben
Fehlig absolvierte eine Lehre als Zimmerer und besuchte anschließend eine Baugewerkschule.
Am 1. April 1930 trat Fehlig in den Dienst des Bistums Hildesheim und war dort als Bauführer tätig. 1940 wechselte er zum Architekt Wilhelm Fricke (1890–1964) nach Hannover, wo er bis 1945 als Bauführer arbeitete. Am 1. Mai 1945 ging er in die Bauabteilung des Bistums Hildesheim zurück, wo er als Architekt begann. 1946 erfolgte seine Ernennung zum Diözesanbaumeister, 1952 wurde er zum Diözesanbaurat und 1968 zum Diözesanoberbaurat befördert. 1978 trat er als Leiter der Bauabteilung in den Ruhestand, sein Nachfolger wurde Wolfgang Lorke.

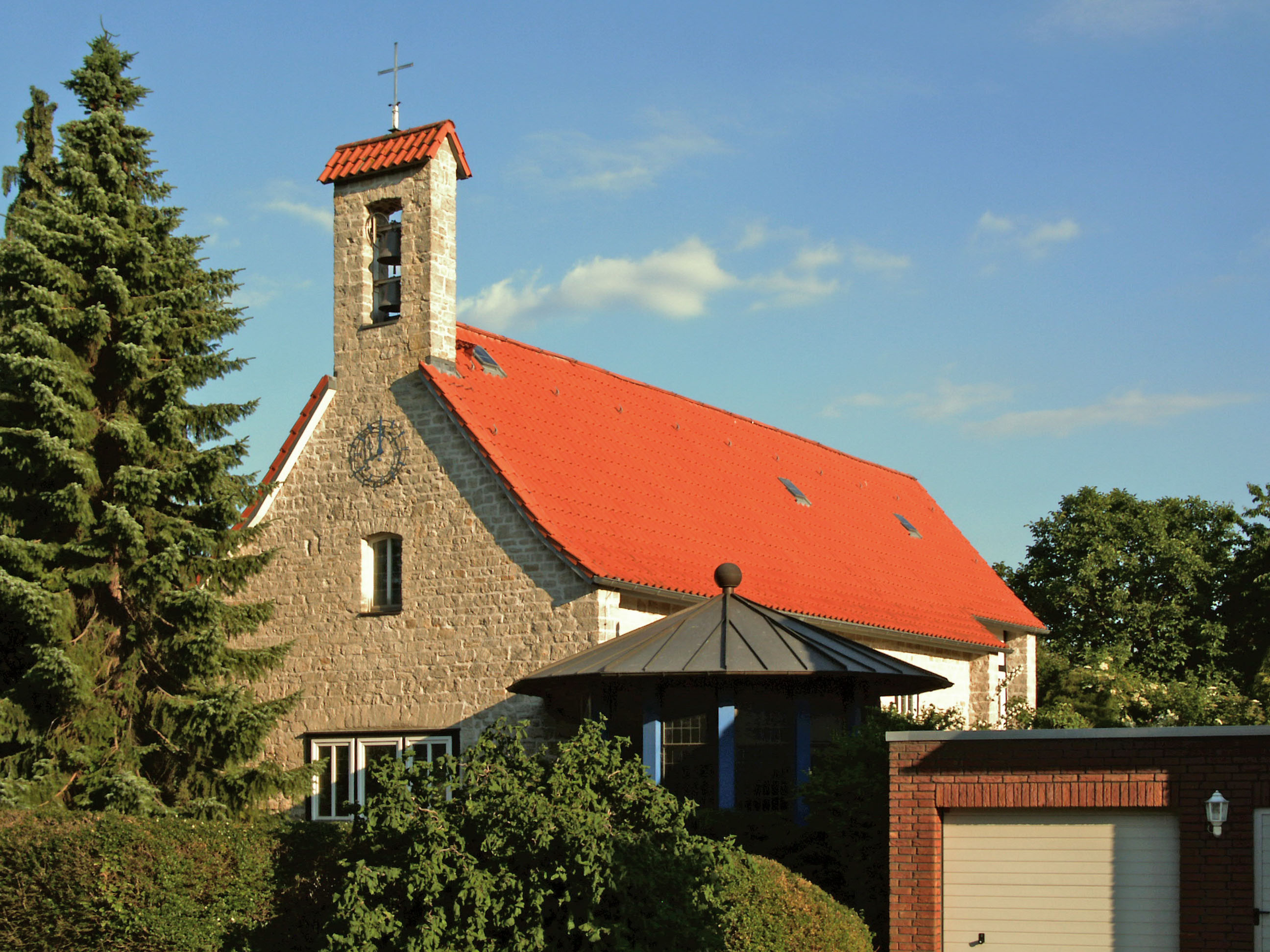
Heilig-Kreuz-Kirche in Veltheim (1949)

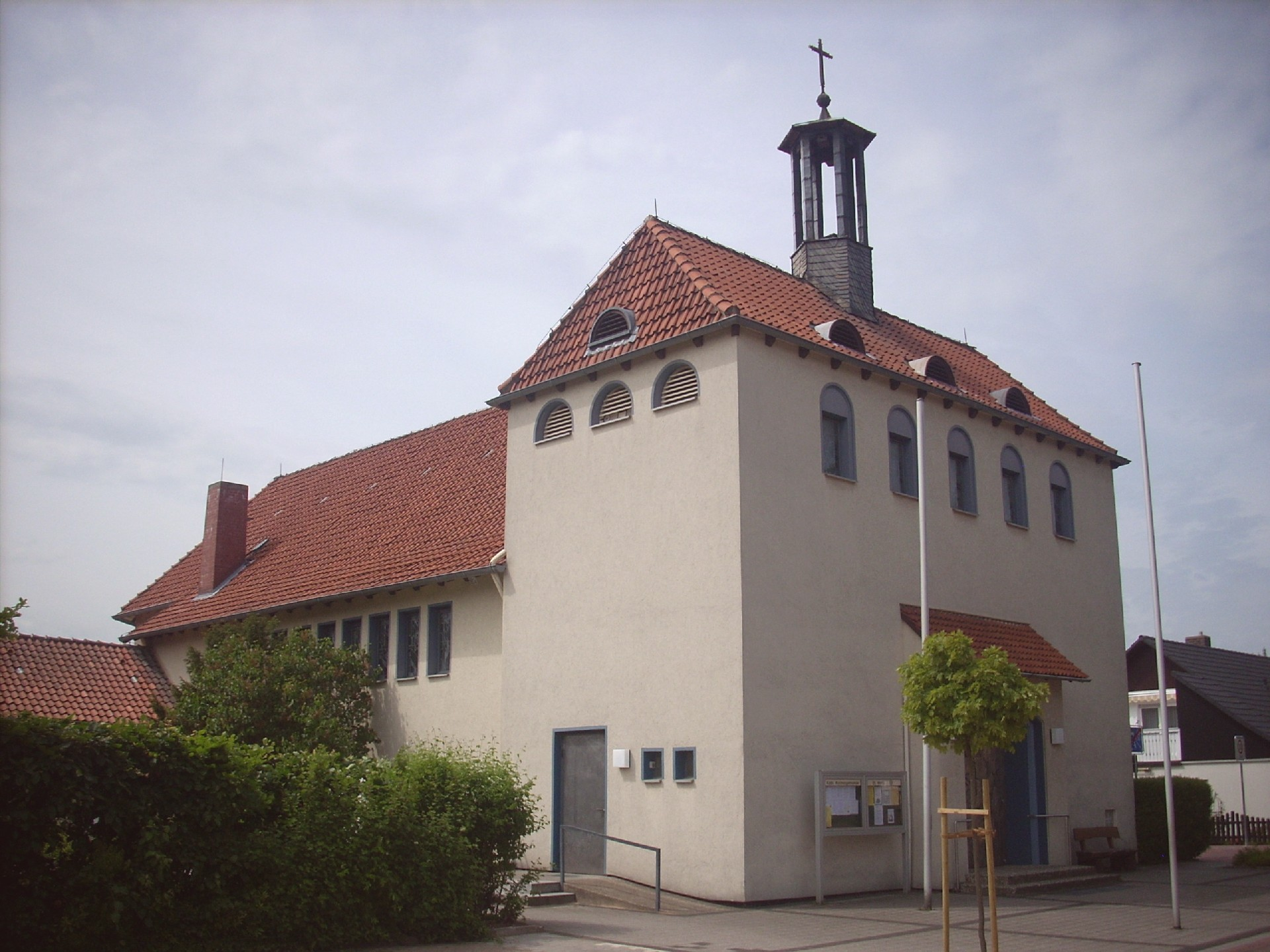
St. Maria in Pattensen (1952–1953)

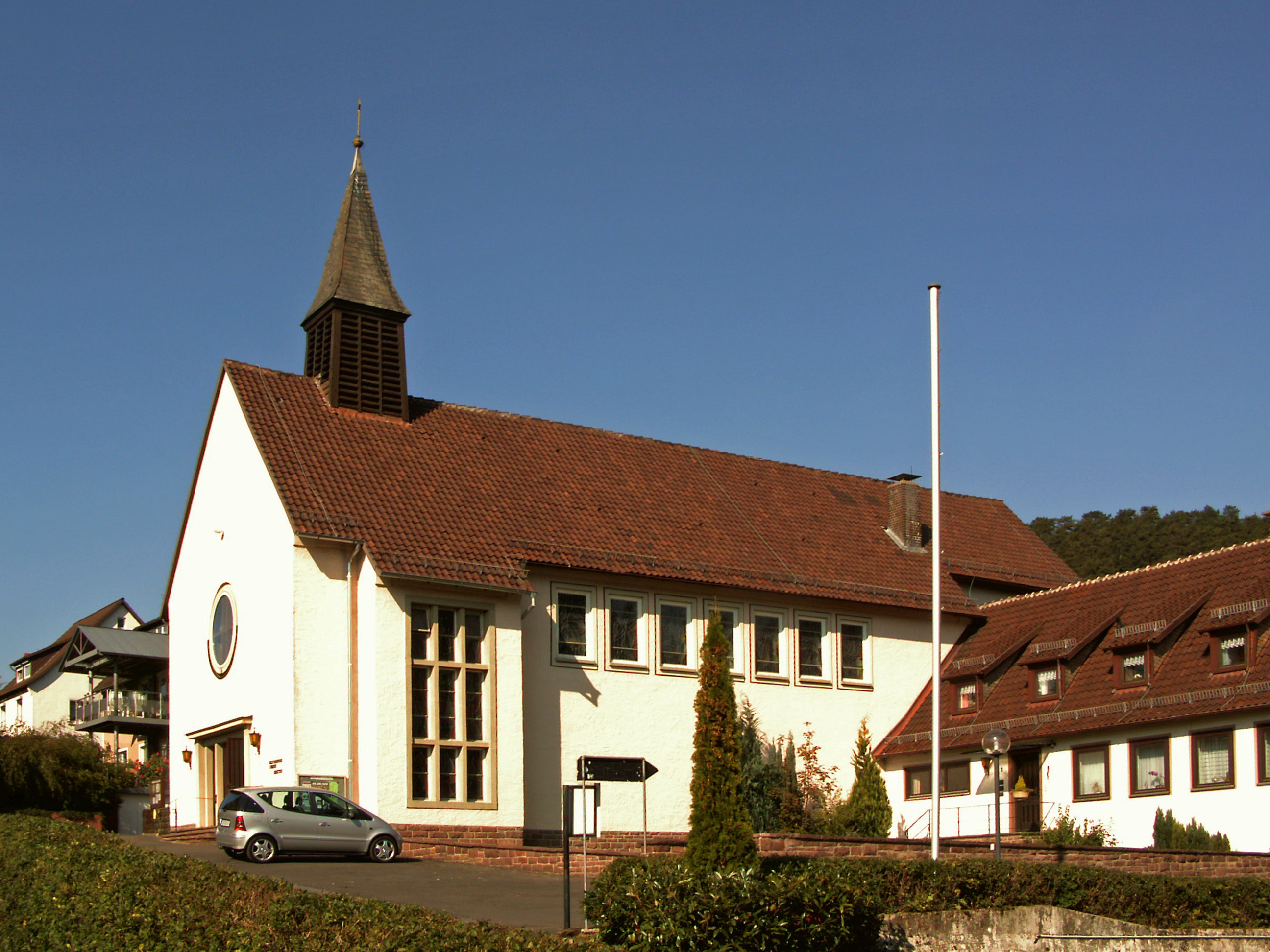
St. Maria in Hardegsen (1955)

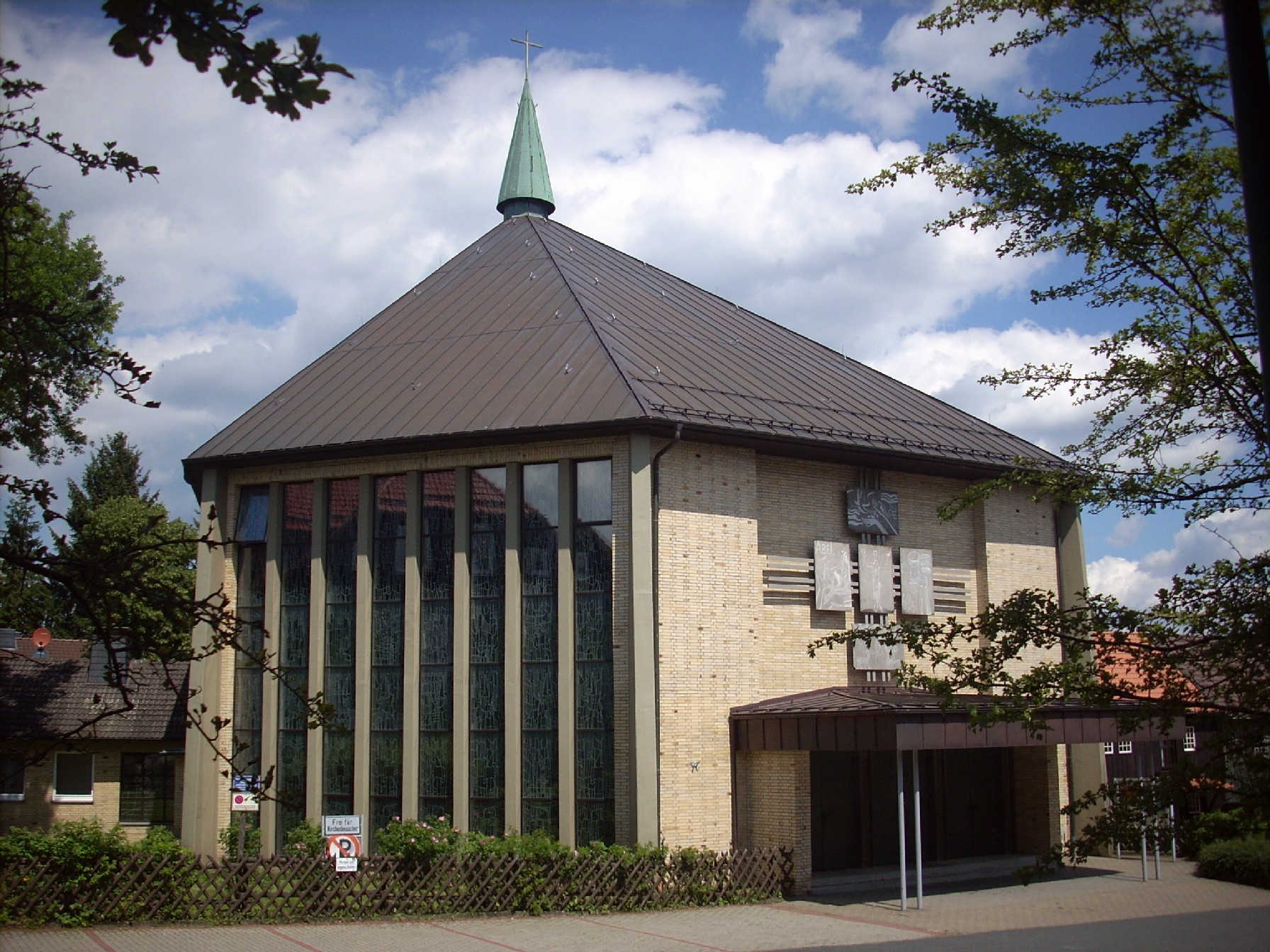
St. Nikolaus in Clausthal-Zellerfeld (1960–1961)

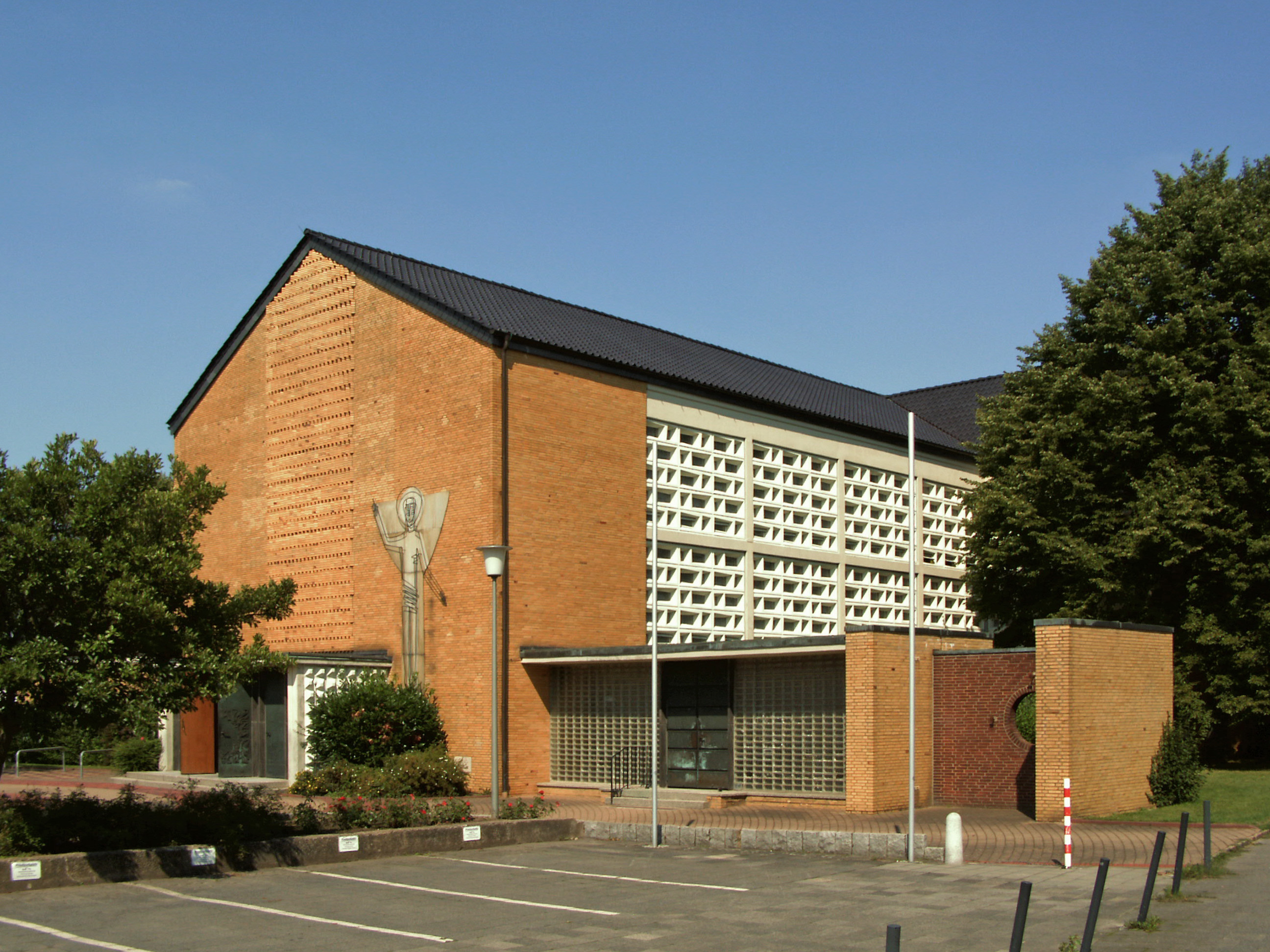
Liebfrauenkirche in Hildesheim (1964)

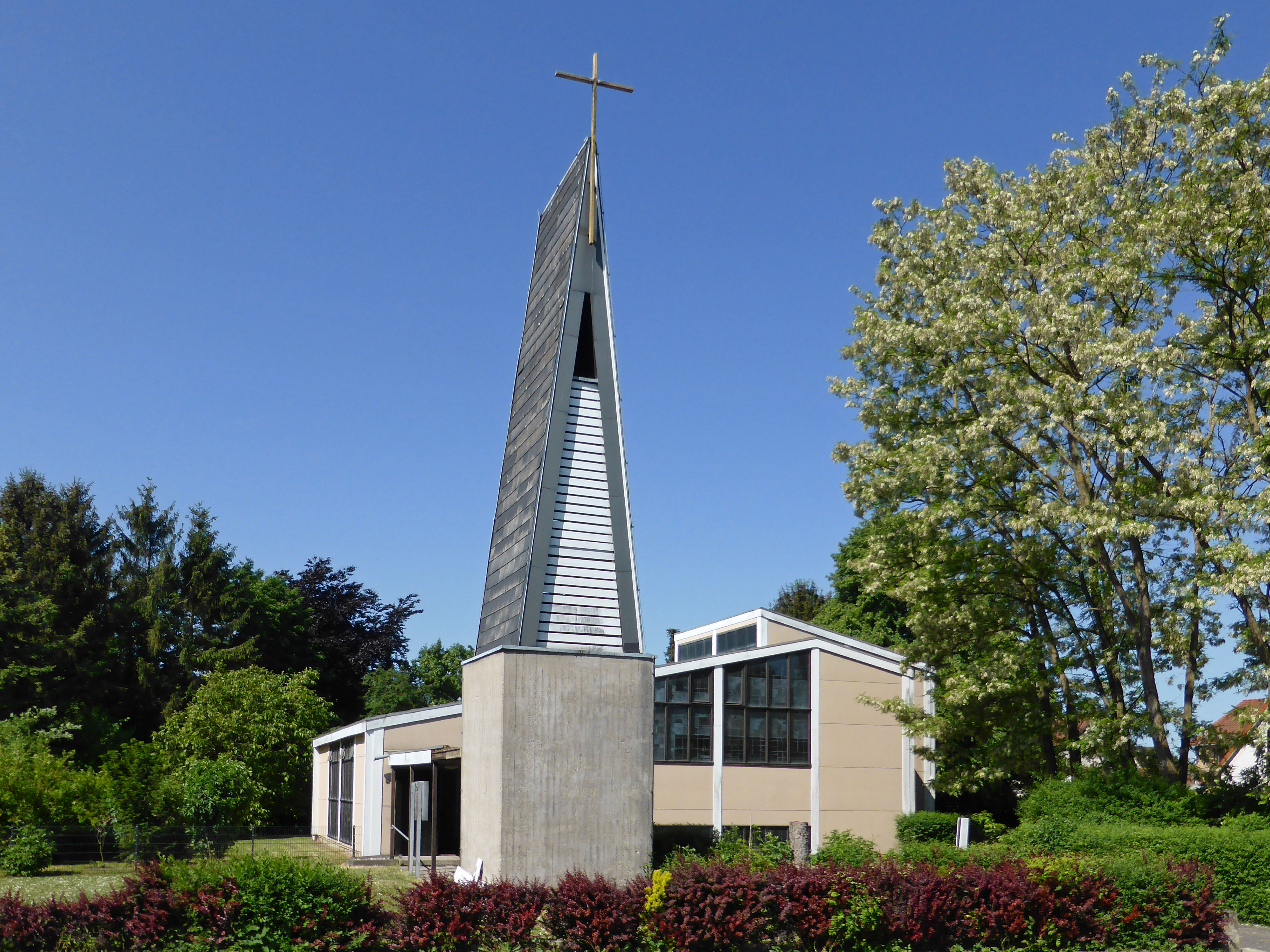
St. Theresia in Ahlten (1971)

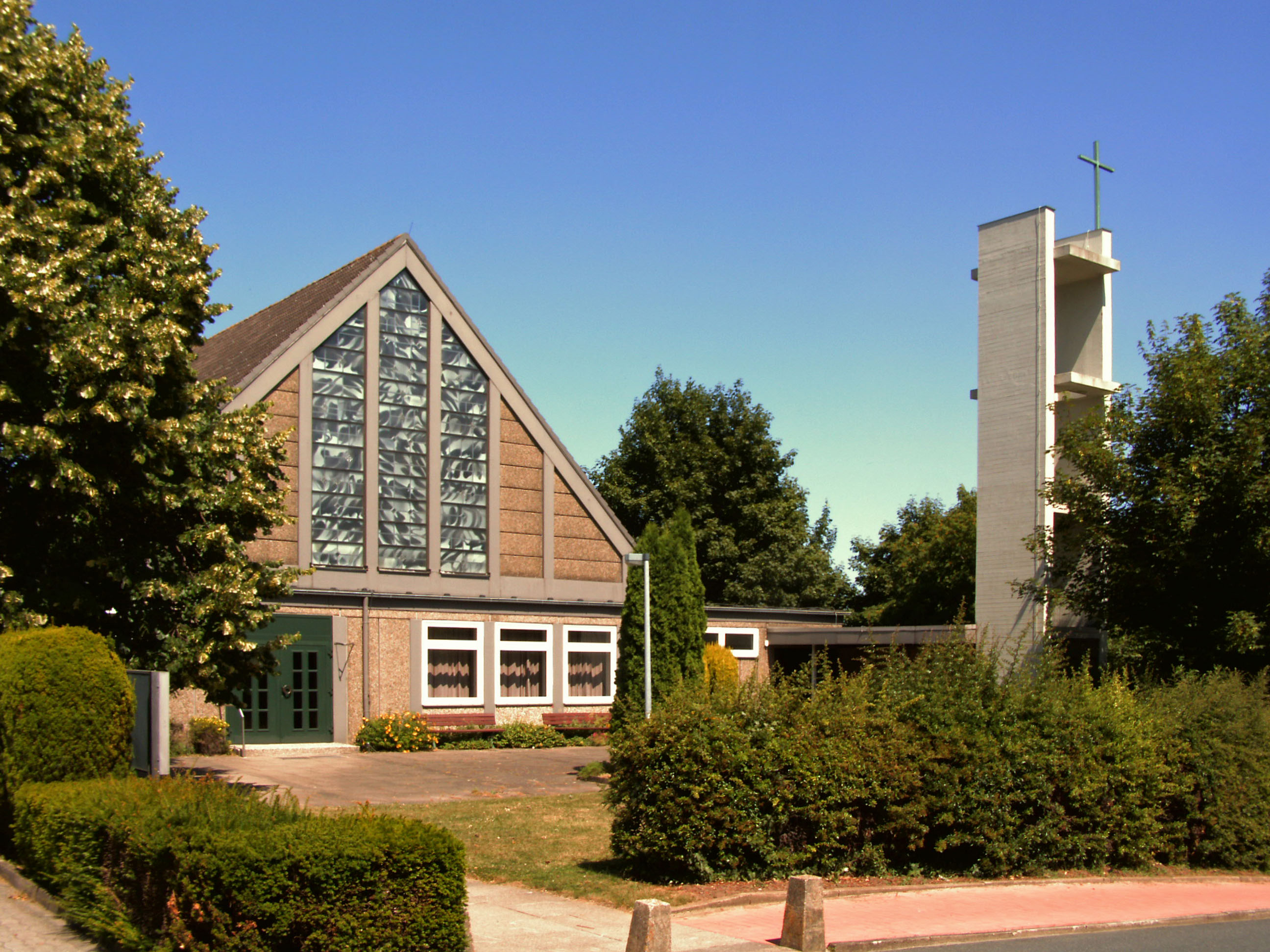
St. Thomas Morus in Ronnenberg (1972)

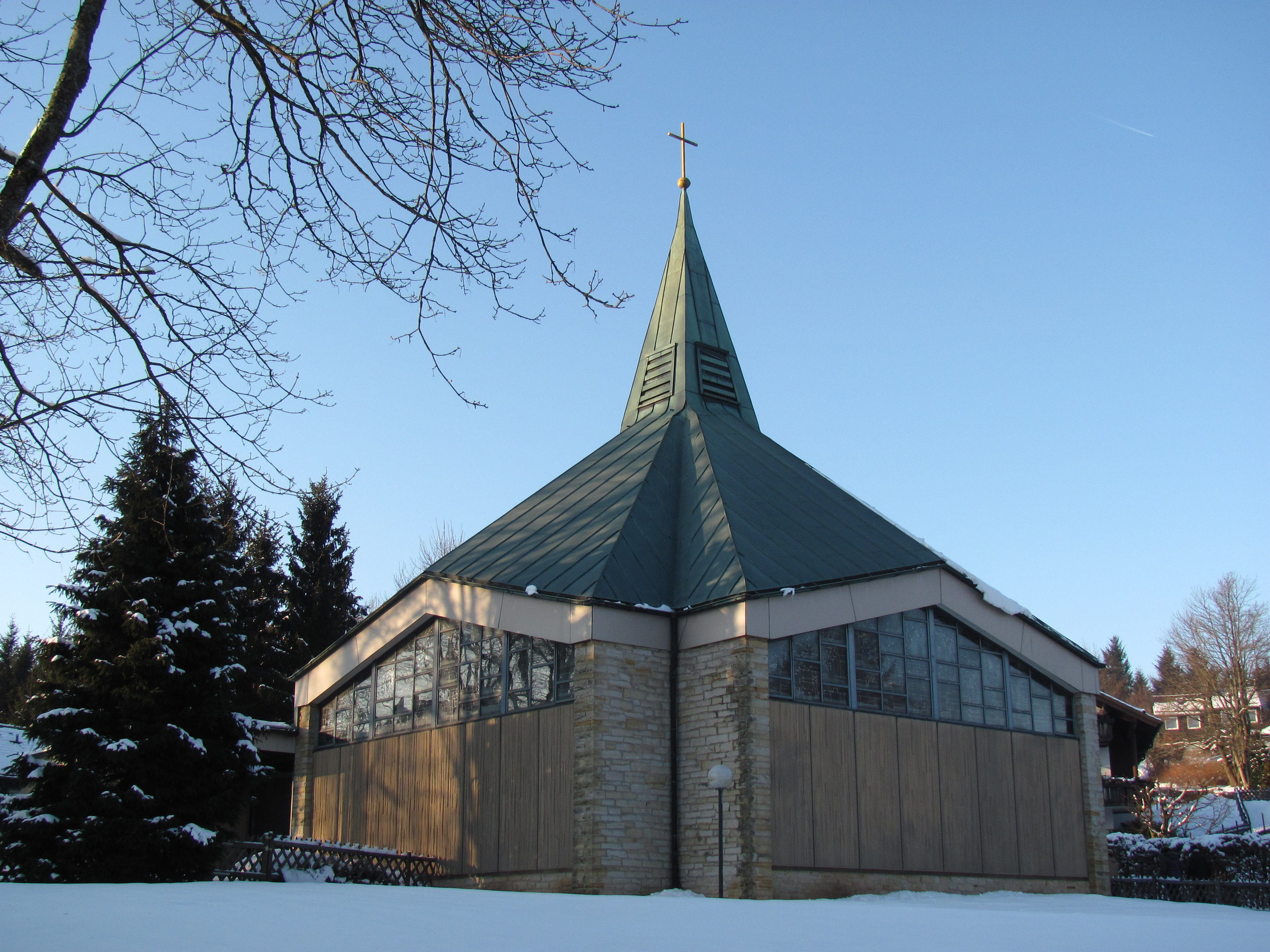
Maria-Schnee-Kirche in Hahnenklee (1974–1975)

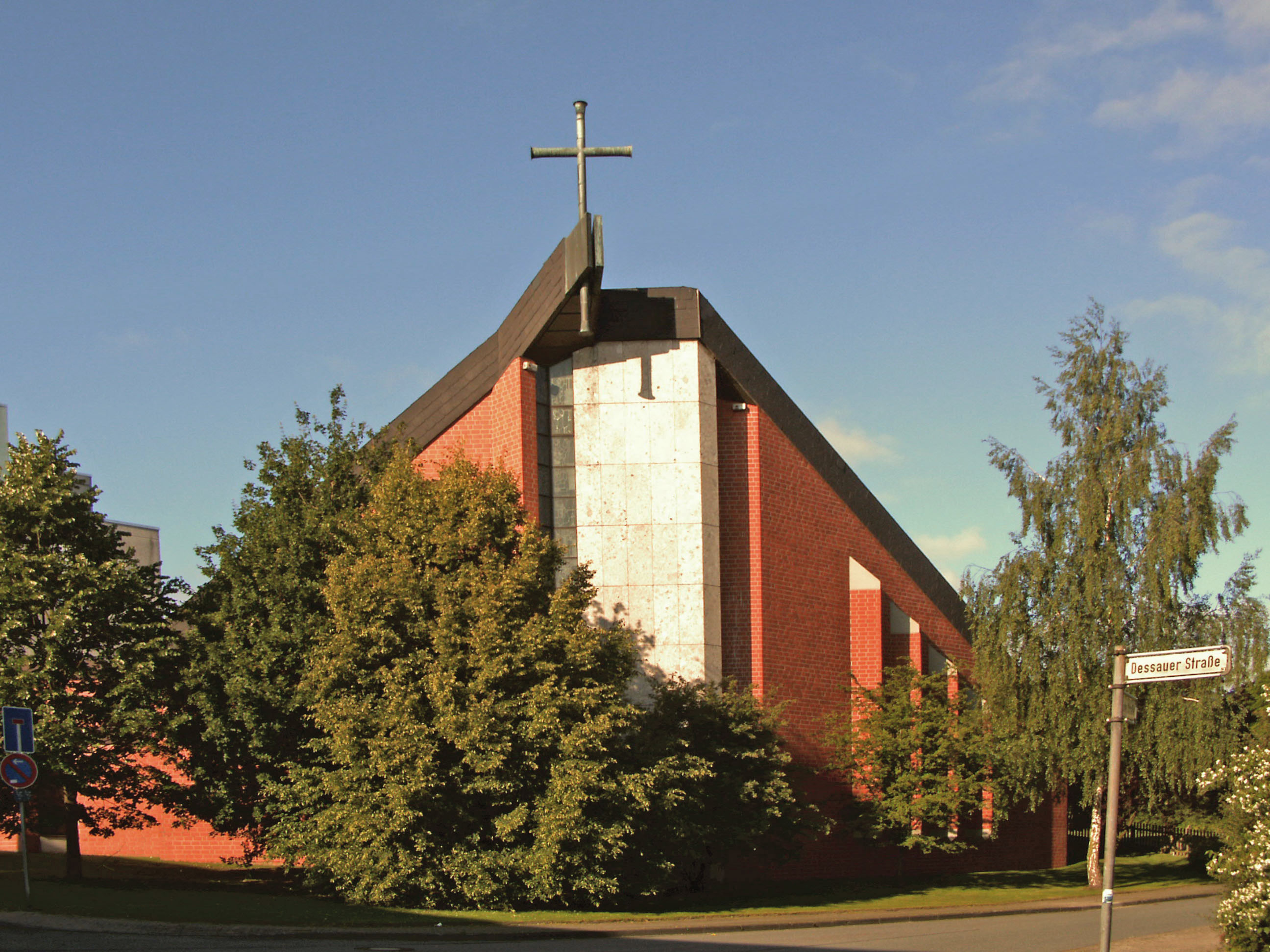
St. Elisabeth in Wolfsburg (1977–1978)

Von prägender Bedeutung war Fehligs Wirken in der kirchlichen Aufbauzeit der Jahre 1950 bis 1975. Nachdem sich die Zahl der Katholiken in der norddeutschen Diaspora durch die Flucht und Vertreibung Deutscher aus Mittel- und Osteuropa annähernd verdreifacht hatte, waren in vielen Städten und Dörfern neue Pfarrgemeinden entstanden, die sich eigene Gotteshäuser wünschten. Unter Fehligs Leitung wurden in dieser Zeit über 200 Kirchen gebaut, 80 davon entstanden nach seinen eigenen Plänen.
Unter diesen Neubauten sind Fertigteilbauten, die nur für etwa drei Jahrzehnte geplant waren, um dann durch repräsentativere Gebäude ersetzt zu werden. In den Städten und Mittelpunktsorten entstanden aber auch aufwändigere und auf Dauer angelegte Kirchen.
Alle unter Fehligs Leitung entstandenen Kirchbauten spiegeln das Bestreben wider, mit begrenzten Mitteln spirituelle und künstlerisch gestaltete Räume zu schaffen. Nach dem Zweiten Vatikanischen Konzil wurde dabei die neue Zuordnung der liturgischen Orte, die Zentralstellung des Altars in der versammelten Gemeinde, oft auch das Bild vom Zelt leitend.
Josef Fehlig erhielt für seine Leistungen die Verdienstmedaille des Bistums Hildesheim und den päpstlichen Orden Pro Ecclesia et Pontifice. Er war Ritter des Gregoriusordens.

## Bauten (Auswahl)
- 1949: Heilig-Kreuz-Kirche in Veltheim
- 1950–1951: Kirche St. Barbara in Neu Büddenstedt
- 1951: Kirche Mariä Himmelfahrt in Amt Neuhaus (damals DDR)
- 1951–1952: Kirche St. Konrad von Parzham in Oker
- 1952: Kirche St. Michael in Vorsfelde (in Zusammenarbeit mit Karl Klapprott)
- 1952: Christ-König-Kirche in Zeven
- 1952–1953: Marienkirche in Pattensen
- 1953: Kirche St. Bernward in Salzgitter
- 1953: Kirche St. Gabriel in Salzgitter
- 1953–1954: Kirche St. Peter und Paul in Dannenberg
- 1953–1954: Kirche Zur Mutterschaft Mariens in Wolfsburg-Fallersleben
- 1954: Kirche Zur Heiligen Familie in Eschershausen
- 1954: Kirche St. Bonifatius in Wunstorf
- 1954–1955: St. Maria Rosenkranz in Letter
- 1954–1955: Marienkirche in Sehnde
- 1955: Kirche St. Matthias in Achim
- 1955: Marienkirche in Hardegsen
- 1955–1956: Kirche St. Hedwig in Celle-Neustadt/Heese
- 1955–1956: Kirche St. Matthias in Uetze
- 1955–1956: Kirche St. Gereon in Vechelde
- 1956: Kirche St. Anna in Hannover-Misburg
- 1956: Kirche St. Josef in Neu Wulmstorf
- 1956: Maria-Königin-Kirche in Seesen
- 1956–1957: Kirche St. Albertus Magnus in Baddeckenstedt
- 1956–1957: Kirche St. Hedwig in Braunschweig
- 1956–1957: Kirche St. Joseph in Salzgitter
- 1956–1957: Kirche St. Joseph in Othfresen
- 1957: Kirche St. Joseph in Bad Bevensen
- 1957: Kirche St. Bernward in Nienburg/Weser
- 1958: Kirche St. Joseph in Delligsen
- 1958–1959: Kirche St. Maria Immaculata in Mellendorf
- 1958–1959: St. Pius X. und St. Barbara in Salzgitter
- 1959: Allerheiligen-Kirche in Eldagsen
- 1959–1960: Kirche St. Bernward in Börßum
- 1959–1960: Kirche St. Bernward in Groß Ilsede
- 1959–1960: Heilig-Kreuz-Kirche in Bremen
- 1959–1960: Kirche St. Maria in Bad Fallingbostel
- 1959–1960: Kirche St. Michael in Munster
- 1960: Heilig-Kreuz-Kirche in Walkenried
- 1960–1961: Kirche St. Barbara in Hänigsen
- 1960–1961: Kirche St. Nikolaus in Clausthal-Zellerfeld
- 1960–1961: Liebfrauenkirche in Bad Harzburg
- 1960–1961: Kirche St. Barbara  in Wathlingen
- 1961: Kirche Zur Heiligen Familie in Bad Salzdetfurth
- 1961: Sühnekirche vom kostbaren Blut in Bergen
- 1961: Marienkirche in Nienhagen
- 1961–1962: Kirche Zur Heiligen Familie in Rodewald
- 1961–1963: Kirche St. Benno in Bad Lauterberg
- 1962–1964: Liebfrauenkirche in Hildesheim
- 1963–1964: Maria-Trost-Kirche in Hannover
- 1964–1965: Kirche St. Benno in Goslar
- 1967: Kirche St. Lukas in Fredenbeck
- 1967: Kirche St. Michael in Harsefeld
- 1967: Kirche St. Andreas in Sankt Andreasberg
- 1967–1968: Kirche St. Jakobus der Jüngere in Weetzen
- 1967–1968: Kirche Zur Heiligen Familie in Osterholz-Scharmbeck
- 1968–1969: Kirchhaus St. Antonius in Lathwehren
- 1969: Kirche St. Barbara in Goslar
- 1969: Kirche Zum Guten Hirten in Hildesheim
- 1970: Kirche St. Johannes der Apostel in Poggenhagen[2]
- 1969–1970: Kirche St. Altfrid in Meckelfeld
- 1969–1970: Heilig-Kreuz-Kirche in Dungelbeck
- 1969–1971: Kirche St. Michael in Nordstemmen
- 1970–1971: Kirche St. Andreas in Meine
- 1970–1971: Heilig-Kreuz-Kirche in Isernhagen
- 1971: Kirche St. Monika in Afferde
- 1971: Kirche St. Theresia in Ahlten
- 1971–1972: Kirche St. Johannes der Täufer in Stederdorf
- 1972: Kirche St. Thomas Morus in Ronnenberg
- 1972: Maria-Königin-Kirche in Wittingen
- 1974–1975: Maria-Schnee-Kirche in Hahnenklee
- 1975–1976: Auferstehungskirche in Hermannsburg
- 1976: Kirche Zum Unbefleckten Herzen Mariä in Mandelsloh
- 1977: Kirche St. Clemens in Hornburg
- 1977–1978: Kirche St. Elisabeth in Wolfsburg